# Franz Gutherz
Franz Gutherz (* 1802 in Wien; † 15. April 1865 ebenda) war ein deutscher Verwaltungsjurist und Politiker.

## Leben
Gutherz war der Sohn eines Oberfeuerwerkers und Kaufmanns. Er war katholischer Konfession und verheiratet. Er besuchte das Gymnasium in Wien, Seitenstetten und Kremsmünster. Danach studierte er von 1820 bis 1824 Rechtswissenschaften an den Universitäten Wien, Preßburg und Prag 1824 wurde er zum Dr. jur. promoviert.
Gutherz war von 1824 bis 1833 Beamter bei der österreichischen Regierung in Wien. Danach war er von 1833 bis 1844 Patrimonialgerichtsoberbeamter bei dem fürsterzbischöflichen Metropolitankapitel (Hofrichter) in Wien. Zwischen 1844 und 1865 arbeitete er als Hofgerichtsadvokat in Wien.
Vom 18. Mai 1848 bis zum 5. Dezember 1848 (sein Nachfolger wurde August Prinzinger) vertrat er den Wahlkreis 17. Österreich unter der Enns (St. Pölten) in der Frankfurter Nationalversammlung. Im Parlament blieb er fraktionslos und stimmte mit dem Linken Zentrum. Ab dem 5. Juni 1848 gehörte er dem Ausschuss zur Begutachtung der österreichisch-slavischen Frage an. Im Mai 1848 trat er dem Handelspolitischen Club in Frankfurt am Main bei.